# Helena Petrowić-Niegosz
Helena Petrowić-Niegosz (serb.-chorw. Jelena Petrović Njegoš) (ur. 8 stycznia 1873 w Cetynii, zm. 28 listopada 1952 w Montpellier) – królewna czarnogórska, księżna Neapolu (w latach 1896-1900), królowa Włoch (1900-1946), cesarzowa Etiopii (1936-1941), królowa Albanii (1939-1943).
Była córką Mikołaja I Petrowićia-Niegosza i jego żony Mileny Vukotić (jedną z siedmiu córek). Jej najstarsza siostra Zorka wyszła za mąż za Piotra I – króla Serbii i Jugosławii, a dwie młodsze – Anastazja i Milica zostały wielkimi księżnymi Rosji.

## Kandydatka na żonę carewicza
Aleksander III, car Rosji i jego żona Maria Fiodorowna przez jakiś czas bardzo poważnie rozważali kandydaturę Heleny na żonę carewicza Mikołaja. I tylko dzięki rodzonym wielkim księżniczkom, które były zazdrosne o piękne i wykształcone czarnogórskie księżniczki, małżeństwo nie doszło do skutku.
Car sympatyzował z ojcem Heleny, który był wraz z nim i jego żoną na polowaniu w Czarnogórze w 1891. Aleksander III nalegał na prawosławną księżniczkę dla rosyjskiego wielkiego księcia, uważał, że lepsza byłaby kandydatka od urodzenia wychowana w tej religii niż protestantka, co zwiększyłoby wiarygodność monarchii. I te wymagania spełniała Helena, mimo to, że już dwie czarnogórskie księżniczki weszły do rodziny carskiej w latach 90. XIX wieku. Kolejnym atutem Heleny było to, ze pochodziła ze słowiańskiego kraju, a Aleksander III był bardzo pansłowiański. Ponadto księżniczka była zdrowa, piękna i dobrze wykształcona.
Ostatecznie Helena wyszła za króla Włoch, a ten po rewolucji w Rosji miał powiedzieć do żony: "Uratowałem ci życie żeniąc się z tobą!". 24 listopada 1896 w rzymskiej bazylice Matki Bożej Anielskiej, poślubiła włoskiego księcia – Wiktora Emanuela. Od zamążpójścia mogła korzystać z prawa występowania w białym stroju podczas audiencji u papieża, tzw. przywilej bieli. Na tron, wraz z nim, wstąpiła 29 lipca 1900. Para miała pięcioro dzieci:
- Jolanta Małgorzata Milena Elżbieta Romana Maria (wł. Iolanda Margherita Milena Elisabetta Romana Maria) (1901-1986)

∞ Jerzy Karol Calvi, hrabia Bergolo
- Matylda Maria Elżbieta Anna Romana (wł. Mafalda Maria Elisabetta Anna Romana) (1902-1944)

∞ książę Filip Hessen-Kassel (syn Fryderyka Karola Heskiego)
- Humbert II właśc. Humbert Mikołaj Tomasz Jan Maria (wł. Umberto Nicola Tommaso Giovanni Maria) (1904-1983), ostatni król Włoch

∞ Maria Józefa Belgijska
- Joanna Elżbieta Antonia Romana Maria (wł. Giovanna Elisabetta Antonia Romana Maria) (1907-2000)

∞ Borys III, car Bułgarii
- Maria Franciszka Anna Romana (wł. Maria Francesca Anna Romana) (1914-2001)

∞ książę Ludwik Karol Burbon-Parmeński (syn Roberta Parmeńskiego)

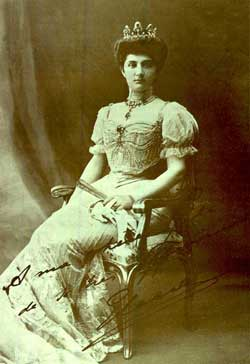
Helena Petrowić-Niegosz

Ironicznie Helena miała podobnie cierpieć jak Aleksandra Fiodorowna, żona Mikołaja II. Także miała popularną teściową, która miała odmienny charakter, również przed synem urodziła kilka córek (jej mąż był jedynym synem, więc urodzenie spadkobiercy było konieczne), była nieśmiała, i miała społecznego rywala, księżną Aosty, która była znacznie popularniejsza i miała kilku synów, którzy mieli objąć tron, gdyby Helena nie urodziła syna.

## Małżeństwo z Wiktorem Emmanuelem
Helena po raz pierwszy spotkała swojego przyszłego męża w teatrze La Fenice w Wenecji z okazji Międzynarodowej Wystawy Sztuki. Wybór Eleny na małżonkę następcy tronu poparł premier Włoch Francesco Crispi, który chciał, aby Włochy były bardziej otwarte na kraje słowiańskie. Dodatkowym atutem Heleny był fakt, że nie była spokrewniona z Wiktorem. Obawiano się skutków małżeństwa bliskich krewnych, z którymi borykała się duża część europejskiej arystokracji, bano się chorób genetycznych, czy np. hemofilii. Wiktor Emmanuel nie mógł mieć zdrowych dzieci z blisko spokrewnioną ze sobą małżonką.
Przyszły król zakochał się w Helenie po drugim spotkaniu w Rosji, po którym sformułował oficjalną prośbę do ojca Eleny o jej rękę. Przyszła królowa Włoch musiała przejść na katolicyzm. Matka Heleny nie wzięła udziału w ślubie ze względu na swoją religię. Po klęsce pod Adua wesele nie było zbyt wystawne, nie było żadnych obcokrajowców wśród weselnych gości. Miesiąc miodowy spędzili na wyspie Montecristo, gdzie można było unikać spotkań z dworem.
Helena nie mieszała się w sprawy polityczne, jej obecność przy królu była zawsze skromna i dyskretna. Angażowała się w akcje charytatywne. 15 kwietnia 1937 Pius XI przyznał Helenie Złotą Różę, która była największą nagrodą, którą można było ofiarować kobiecie przez Kościół Katolicki, papież nazwał ją "Damą charytatywności".

## Beatyfikacja
W 2001, podczas pięćdziesiątej rocznicy śmierci Heleny, biskup Montpellier otworzył diecezjalny etap jej procesu beatyfikacyjnego.